# Hydriomena radiata
Hydriomena radiata är en fjärilsart som beskrevs av Finke 1924. Hydriomena radiata ingår i släktet Hydriomena och familjen mätare. Inga underarter finns listade i Catalogue of Life.